# Słupsk
Słupsk [ˈswupsk],  deutsch Stolp (kaschubisch Stôłpsk, slowinzisch Slãpsk(ɵ)), ist eine Stadt in der polnischen Woiwodschaft Pommern und Verwaltungssitz des Powiat Słupski (Stolper Kreis).

## Geographische Lage
Die Stadt liegt in Hinterpommern, am Ufer des Flusses Stolpe (Słupia), rund 18 Kilometer von der Ostseeküste entfernt auf einer Höhe von 26 Metern über dem Meeresspiegel und erstreckt sich über eine Fläche von 43,15 Quadratkilometern.
Die Nachbarstädte Koszalin (Köslin) im Südwesten und Lębork (Lauenburg i. Pom.) im Osten sind etwa 70 Kilometer bzw. 50 Kilometer entfernt. Die Entfernung nach Danzig im Osten beträgt etwa 110 Kilometer, die nach Stettin im Südwesten rund 190 Kilometer.

## Geschichte

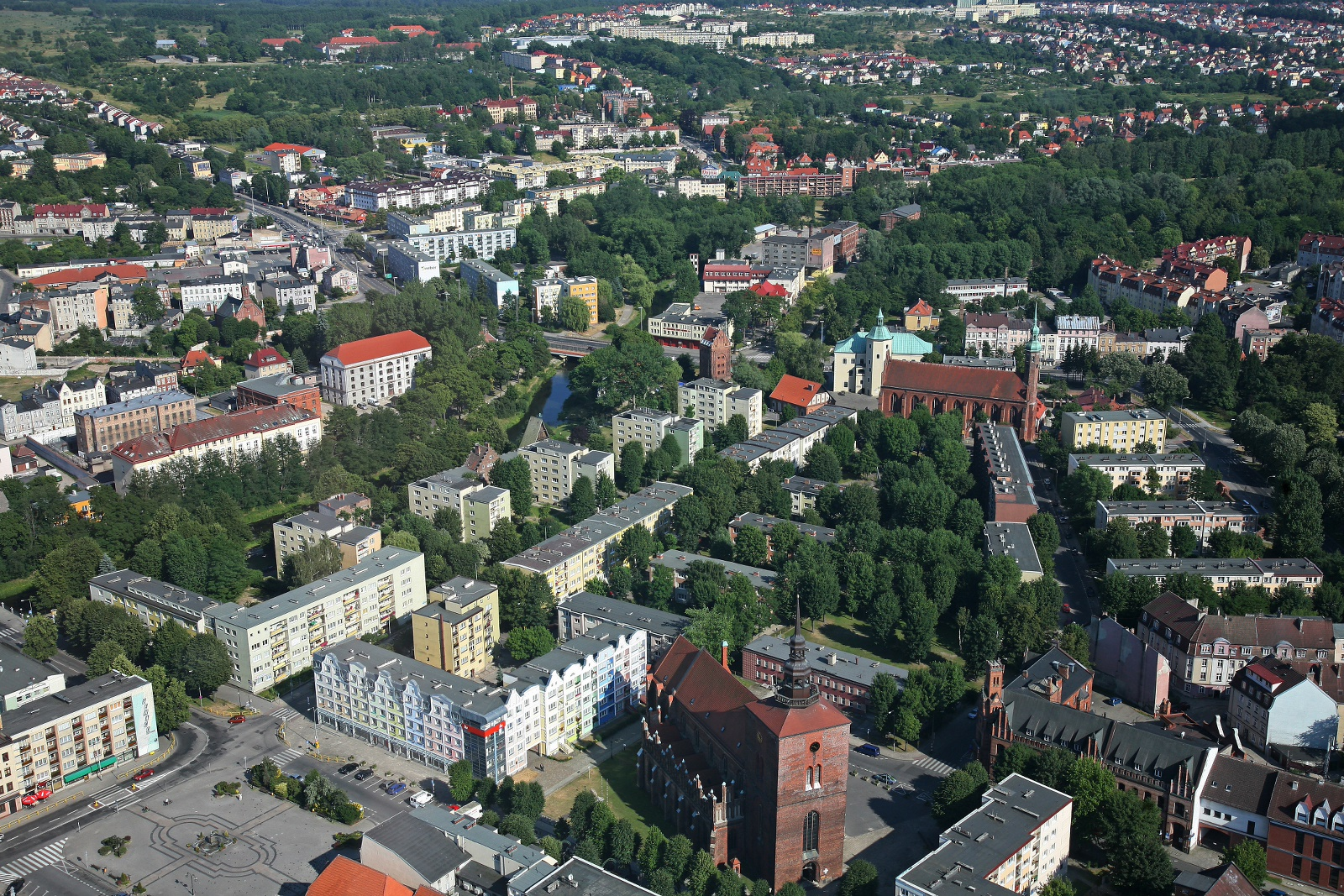
Blick auf die Altstadt von Słupsk

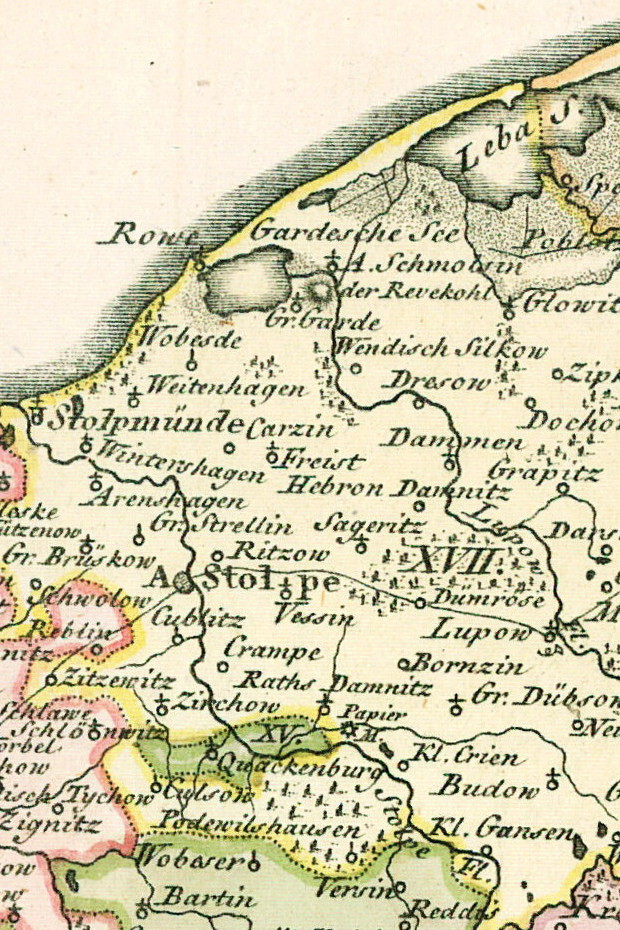
Stolp (früher Stolpe geschrieben) an der Stolpe, südöstlich von Stolpmünde an der Ostsee, auf einer Landkarte von 1794

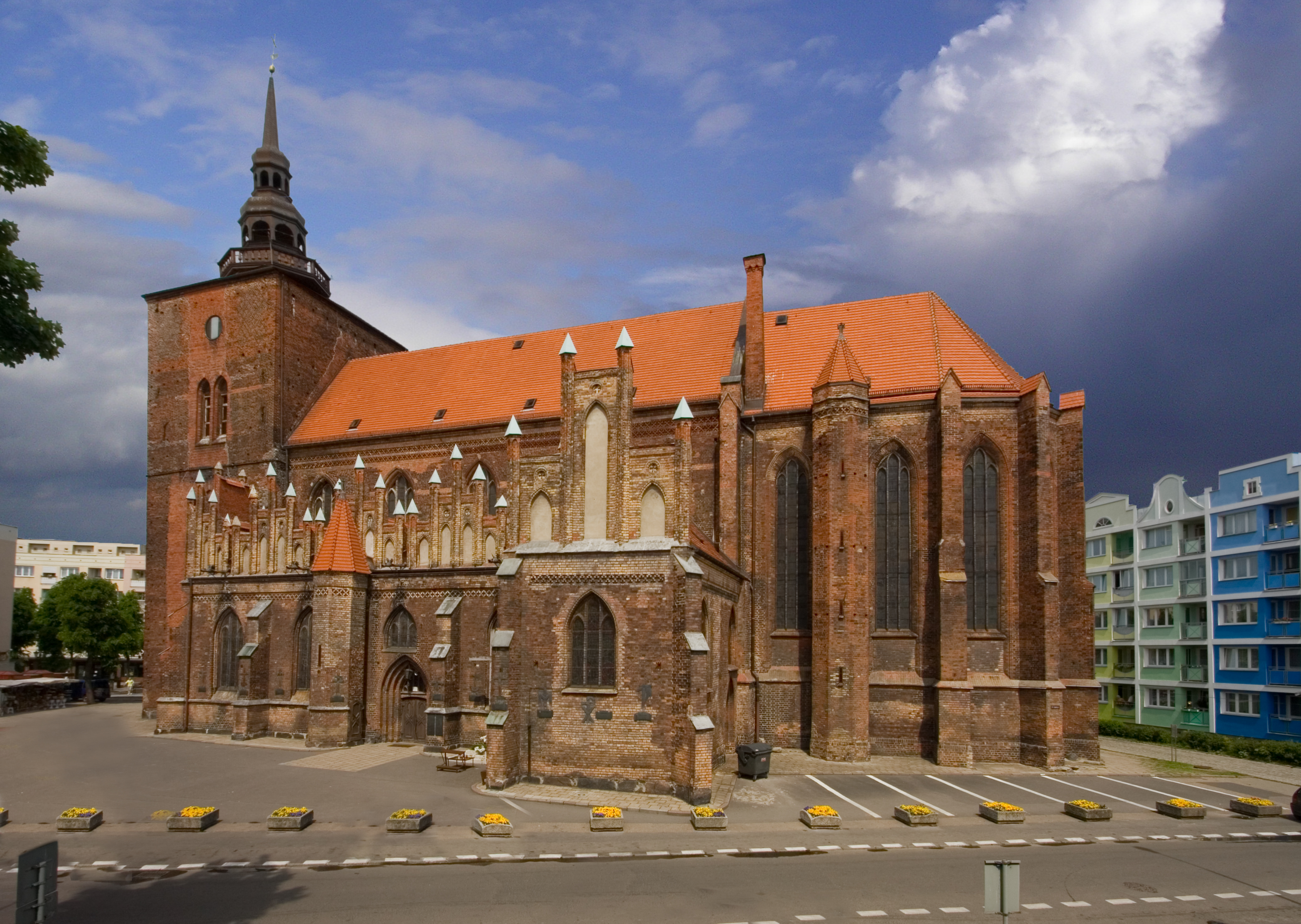
Stadtpfarrkirche Sankt Marien

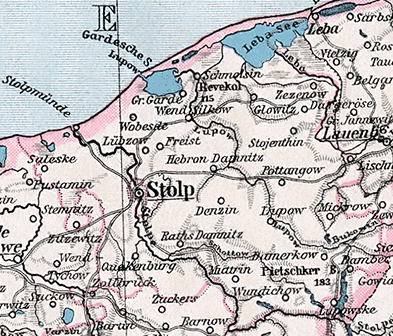
Stolp an der Stolpe, westlich von Lauenburg i. Pom. (Lauenbg.) auf einer Landkarte von 1905

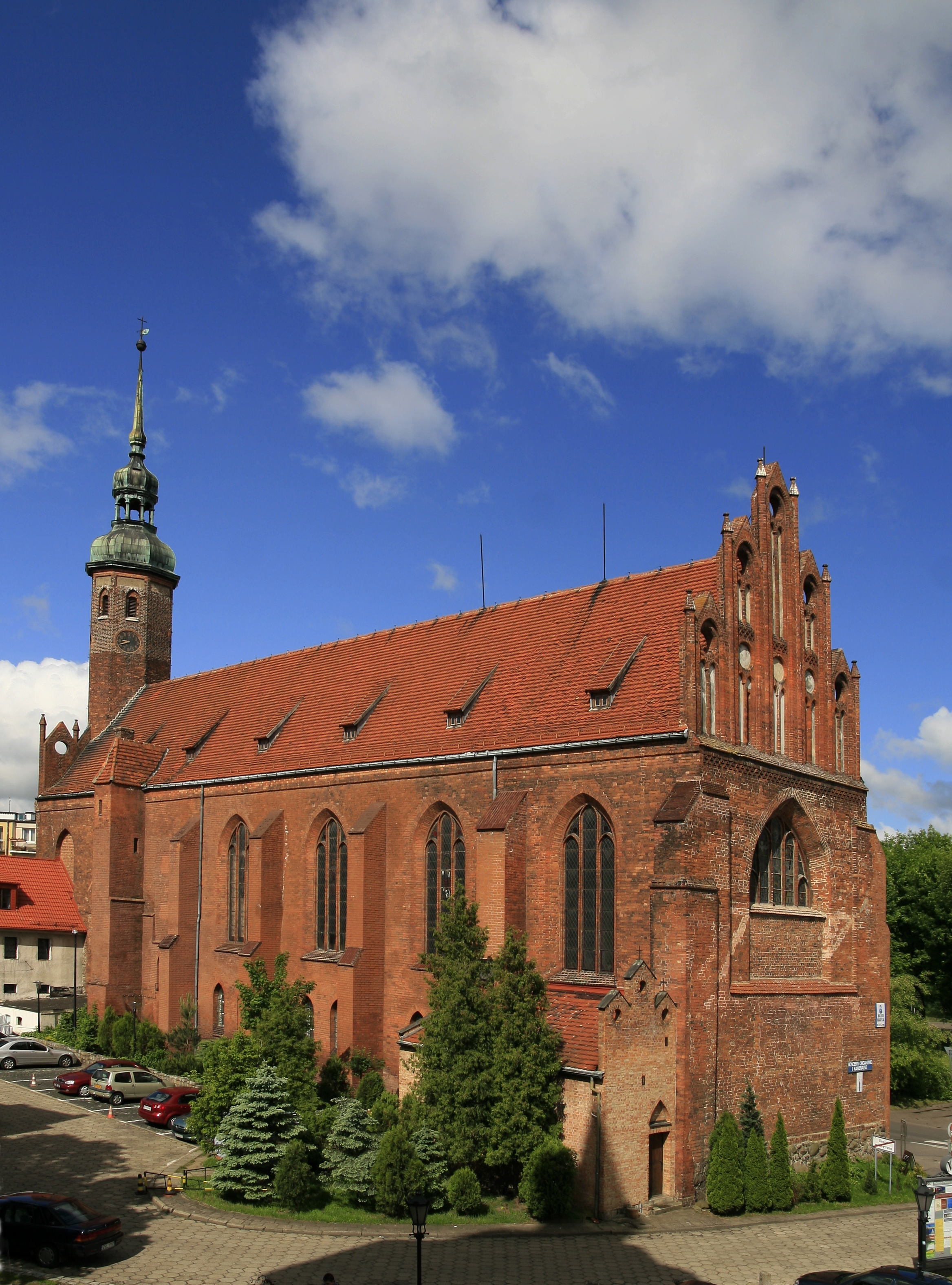
St.-Hyazinth-Kirche

Stolp nordöstlich von Köslin und westlich von Danzig auf einer Landkarte von 1910

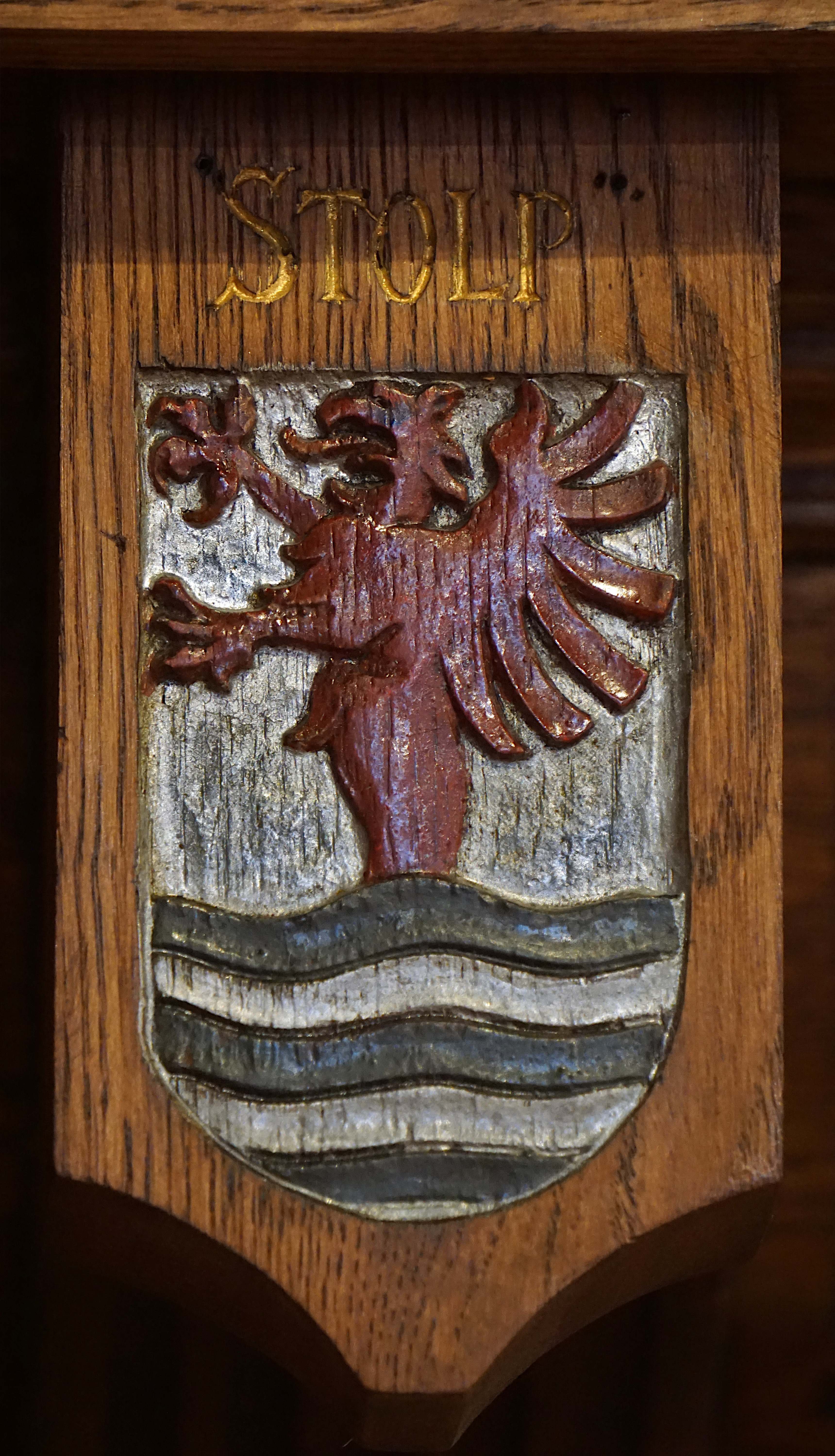
Wappen von Stolp im Plenarsaal des altstädtischen Rathauses in Danzig

Aus vorgeschichtlicher Zeit stammt der Stolper Bär, eine Bernsteinfigur, die vor 1887 in der Nähe von Stolp gefunden wurde. Sie ist heute in Stettin ausgestellt.
Im 9. Jahrhundert entstand am Ostufer des Flusses Stolpe, an einer flachen Furt, eine kaschubische Siedlung und bald darauf eine Burg. In alten Urkunden wird Stolp als Ztulp, Slup, Slupz, Ztulpz, Schlupitzk und Schlupz geschrieben. Ein Dorf namens Slup wurde bereits 1013 urkundlich erwähnt. Möglicherweise leitet sich der Name vom altslawischen Wort stlŭpŭ für Säule oder Ständer ab – also vom Fischständer im Fluss, einer Vorrichtung zum Fischfang. Zur Burg gehörte eine Kastellanei, ein auch als Land Stolp genannter Burgsbezirk. Durch die Furt bei Stolp führte der Handelsweg von Danzig nach Stargard. Ab dem 12. Jahrhundert war die Siedlung Teil des vom Adelsgeschlecht der Greifen beherrschten Herzogtums Pommern, das ab 1121 unter polnischem, ab 1181 unter deutschem und von 1186 bis 1227 unter dänischem Einfluss stand.
Nach dem Aussterben einer Seitenlinie der Greifen durch den Tod von Herzog Ratibor II. und dem Zusammenbruch der dänischen Vorherrschaft über Pommern kam das Stolper Land 1227 mit der Burg Stolp in den Besitz der Herzöge von Pommerellen aus dem Herrscherhaus der Samboriden und blieb dies bis zu dessen Aussterben im Mannesstamm 1294. Das Herzogtum der Samboriden hatte 1227, nach dem Mordanschlag an Herzog Leszek I. unter Swantopolk II. die vollständige Unabhängigkeit von Krakau erlangt. 1240 wird Stolp als Ausstellungsort einer Urkunde Swantopolks II. erwähnt, in der er seinem Kaplan Hermann das Dorf Ritzow im Stolper Land (lateinisch in dyocesi Zlupensi) für zwei Pferde eintauscht. Herzog Swantopolk II. von Pommerellen verlieh der Ortschaft 1265 das Stadtrecht nach Lübischem Recht. 1276 gründeten Kaufleute und Handwerker aus Westfalen und Holstein am Westufer des Flusses eine neue Siedlung. Zwei Jahre später folgte die Gründung eines Dominikanerklosters. Nachdem Herzog Mestwin II. 1294 verstarb, ohne einen männlichen Erben zu hinterlassen, kam es zum Pommerellischen Erbfolgestreit. Zwar hatte Pommerellen 1227 die Oberherrschaft der Krakauer Herzöge abgeschüttelt, doch Mestwin II. hatte 1282 in Kempen ohne Absprache mit den pommerschen Greifen und ohne Rücksichtnahme auf früher abgeschlossene Verträge mit Przemysław II., seinerzeit Herzog von Großpolen, einen Erbfolgevertrag abgeschlossen. Dies führte dazu, dass nach Mestwins II. Tod polnische und böhmische Herrscher versuchten, in Pommerellen die Herrschaftsnachfolge anzutreten, und zwar nacheinander Przemysław II. (1294–1296), Władysław I. Ellenlang (1296–1299 und 1306–1308), sowie Wenzel II. (1299–1305). Wenzel III., der Nachfolger Wenzels II. und polnischer Titularkönig, sprach die Lande Schlawe und Stolp den brandenburgischen Askaniern zu, im Tausch gegen die Mark Lausitz und eine Allianz gegen Władysław I. Ellenlang. Die Brandenburger hatten bereits 1277 die Pfandrechte an diesen Ländern von Wizlaw II., Fürst von Rügen, aufgekauft. Nach dem tödlichen Anschlag auf Wenzel III. setzte sich Władysław I. Ellenlang 1306 erneut als Landesherr von Pommerellen durch. Mit der Verwaltung Pommerellens wurden zuvor die Swenzonen, hohe pommerellische Verwaltungsbeamte, durch die böhmischstämmigen Könige Polens beauftragt. Diese überwarfen sich mit Władysław I. Ellenlang und erklärten sich 1307 zu brandenburgischen Vasallen. 1308 marschierten die brandenburgischen Markgrafen im Namen der Swenzonen in Pommerellen ein und versuchten ihre zuvor erworbenen Rechte militärisch durchzusetzen. Sie wurden aber noch im gleichen Jahr aus Danzig und den östlichen Teilen Pommerellens durch die Deutschordensritter verdrängt. Doch im Lande Stolp konnten sie sich behaupten. Mit der Verwaltung des Landes betraute Markgraf Waldemar schließlich das Geschlecht der Swenzonen.
1309 wurde das polnische Herzogtum Pommerellen im Vertrag von Soldin faktisch zwischen zwei deutschen Feudalstaaten geteilt. Der westliche Teil mit den Ländern Stolp, Schlawe, Rügenwalde und Bütow ging an die Brandenburger, der größere Rest mit der Hauptfeste Danzig an den Deutschordensstaat. Am 9. September 1310 wurde Stolp das der Stadt 1265 gewährte Lübische Recht durch Markgraf Waldemar erweitert und 1313 erneut bestätigt.
1317 erwarb der pommersche Herzog Wartislaw IV. aus dem Geschlecht der Greifen den brandenburgischen Besitzstand an Pommerellen, darunter die Stadt und Land Stolp und band sie enger an das Greifengeschlecht an. Nachdem Stolp zu Wohlstand gekommen war, erwarben die Bürger 1337 den Hafen Stolpmünde und das Dorf Arnshagen. Zwischen 1329 und 1388 wurde die Stadt von den pommerschen Herzögen Bogislaw V., Barnim IV. und Wartislaw V., die wegen zahlreicher Kriege in Geldnot geraten waren, dreimal an den Deutschen Orden verpfändet. Weil die Herzöge die Stadt nicht auslösen konnten, die Einwohner aber nicht unter der Herrschaft des Ordens leben wollten, brachten die Bürger selbst die Ablösesumme von 6.766 Silbermark nach lübisch Gewicht auf. Das war für damalige Verhältnisse eine ungeheure Summe. 1365 wurde Stolp Mitglied der Hanse und erhielt 1368 das Münzrecht zum Prägen von Finkenaugen.

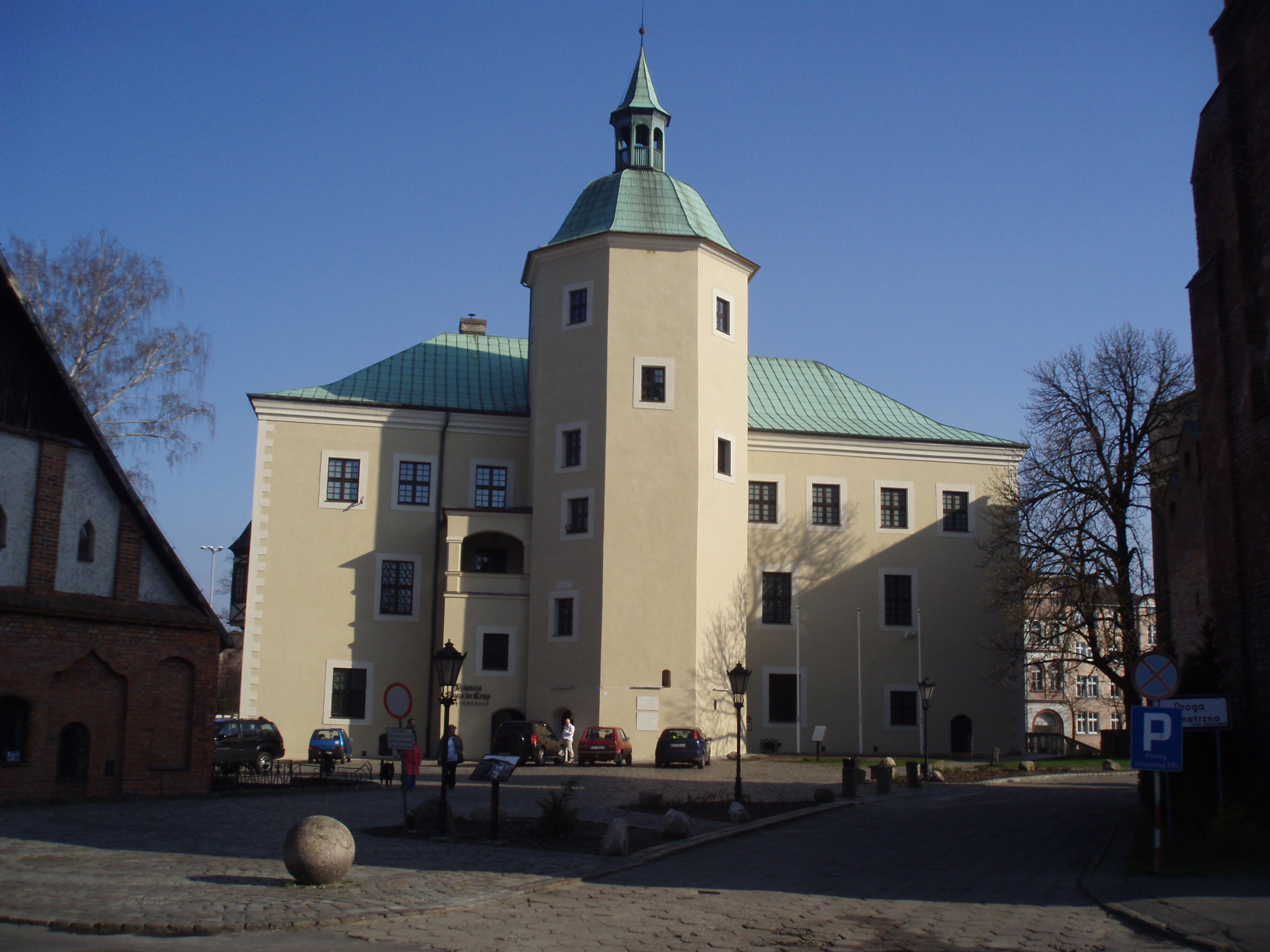
Schloss der pommerschen Herzöge in Stolp, mittlerweile Sitz des Mittelpommerschen Museums

In verheerenden Feuersbrünsten von 1395 und 1477 brannte die Stadt bis auf das Rathaus, Reste der Stadtbefestigung mit einigen Tortürmen, die Kirchen und wenige Häuser nieder. 1478 wütete die Pest in der Stadt. 1497 richtete ein Hochwasser großen Schaden an. Stolp beteiligte sich 1481 an einem Landfriedensbündnis der hinterpommerschen und stiftischen Städte. 1507 ließ Herzog Bogislaw X. das Stolper Schloss erbauen. Die Stadt wurde zwischen 1544 und 1589 immer wieder von Feuersbrünsten und Epidemien heimgesucht. Rund zweitausend Menschen kamen dabei ums Leben. Ein jahrelanger Streit mit den Herzögen ließ die Stadt verarmen und zwang sie dazu, aus der Hanse auszutreten. Im Dreißigjährigen Krieg wurde Stolp 1630 von Schweden erobert. Wallensteins Truppen besetzten die Stadt 1637. Schwedische Truppen unter General Banner vertrieben sie und ruinierten Stolp vollständig. Nach Beendigung des Krieges 1648 fiel Stolp im Westfälischen Frieden wie ganz Hinterpommern an Brandenburg. 1655 wurde die Stadt erneut von einer Feuersbrunst heimgesucht. Im 17. und 18. Jahrhundert fanden in Stolp grausame Hexenprozesse statt. Im Winter 1708/09 herrschte in Hinterpommern sehr starker Frost zudem führte die Stolpe im Februar 1709 nach starken Regenfällen Hochwasser, und das Gebiet von der Stadtmauer bis hin zur Altstadt wurde überschwemmt.

Königliches Kadettenhaus zu Stolp um 1793

Nach dem Siebenjährigen Krieg bestimmte 1763 Friedrich der Große Stolp zum Hauptstandort der in Hinterpommern verteilten Roten Husaren. Im Jahr 1769 stiftete er auf Empfehlung seines Oberfinanz-, Kriegs- und Domänenenrats Franz Balthasar Schönberg von Brenkenhoff in Stolp das Kadettenhaus Stolp für Söhne des pommerschen Adels. Die Anstalt, die an der Ecke der Langen Straße in der Nähe des Schlosses stand, war anfangs nur für 48 Kadetten ausgelegt, die kostenlos unterrichtet, beherbergt und verpflegt wurden. 1777 erhielt das Kadettenhaus Anbauten; für diesen Zweck wurden zwei nebenstehende Bürgerhäuser aufgekauft und abgerissen. Die Anzahl der Kadetten wurde daraufhin 1778 bis auf 96 erhöht; in dem dreistöckigen Kadettenhaus wurde in sechs Klassen unterrichtet. 1793 wurden dort ebenfalls 96 Kadetten ausgebildet. Einer der Lehrer an der Schule war der bekannte Topograph und Sachbuchautor Christian Friedrich Wutstrack. Königlich-preußische Kadettenschulen gab es außerdem noch in Berlin, Potsdam, Kulm und seit 1793 auch in Kalisch. 1788 gründete Wutstrack in Stolp eine öffentliche Bibliothek, die mehrere tausend Bände umfasste. Die Wutstrack-Bibliothek wurde später zum Teil der Kadettenschule einverleibt.
Während des Preußisch-Französischen Krieges zwischen 1806 und 1807 gelang aus Aufständischen formierten polnischen Truppen, die nach Pommern eingedrungen waren, am 19. Februar für eine Woche die Besetzung von Stolp.
In Stolp befand sich ab 1807 wegen des Verlustes der Kadettenvoranstalten in Kulm und Kalisch und der Schließung der Kadettenvoranstalt im Potsdamer Militärwaisenhaus die einzige derartige Anstalt in Preußen. Sie wurde daher 1811 in das zentralere Potsdam verlegt; das Gebäude in Stolp nutzte die Stadt fortan als Invalidenheim.
Nach den preußischen Verwaltungsreformen nach dem Wiener Kongress gehörte Stolp seit 1816 zum gleichnamigen Kreis im Regierungsbezirk Köslin in der preußischen Provinz Pommern und wurde Sitz des Landratsamtes. 1848 verfügten die Stolper Reeder über 25 Handelsschiffe. 1857 erhielt Stolp ein Gymnasium. 1862 wurde in Stolp ein Gaswerk in Betrieb genommen. 1869 wurde die Eisenbahnstrecke Köslin–Stolp, ein Jahr später die Verlängerung dieser nach Zoppot und 1878 die Strecke Stolp–Stolpmünde eröffnet. 1894 wurde mit dem Bau der Kreisbahn nach Rathsdamnitz begonnen. Am 1. April 1898 schied Stolp aus dem Kreis aus und bildete mit rund 26.000 Einwohnern einen eigenen Stadtkreis. 1879 wurde das Postgebäude fertiggestellt und persönlich vom Generalpostmeister der Reichspost Heinrich Stephan in seiner Geburtsstadt eingeweiht. 1899 begann der Bau des neuen Rathauses, der mit der Einweihung am 4. Juli 1901 beendet wurde. Ebenfalls 1901 kehrten die Roten Husaren, deren Hauptstandort 1890 Schlawe geworden war, nach Stolp als nunmehr einzige Garnison zurück.
Am Anfang des 20. Jahrhunderts hatte Stolp ein altes Schloss, ein neues Rathaus, ein Bismarckdenkmal, ein Gymnasium, verbunden mit der Oberrealschule, ein Fräuleinstift und war Sitz des Landgerichtes Stolp. 1910 wurde das Kaiser-Wilhelm-Denkmal auf dem Rathausvorplatz in Anwesenheit der Kaiserfamilie eingeweiht.
1910 bekam Stolp ein Straßenbahnnetz mit vier Linien in Meterspur und 1926 einen Flugplatz.

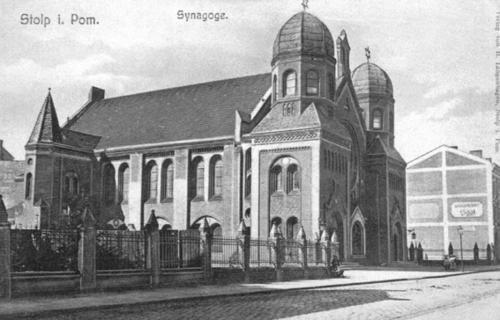
Die Stolper Synagoge

Bis zum Zweiten Weltkrieg war Stolp Garnisonsstandort und eine gewerbereiche Stadt mit einer bedeutenden Möbelindustrie, Bernsteinverarbeitung, Maschinenfabriken und Stickereien.
Über die pommerschen Landesgrenzen hinaus bekannt wurde Stolp unter anderem auch durch den dort seit dem 21. August 1921 in der Käserei des süddeutschen Fabrikanten Heinrich Reimund hergestellten Camembert Stolper Jungchen. Dieser Weichkäse wird heute wieder in dem 25 km von Słupsk entfernten Ort Zielin (dt. Sellin) produziert.
Um 1930 herum hatte die Gemarkung der Stadt Stolp eine Flächengröße von 41,9 Quadratkilometern und im Stadtgebiet standen zusammen 2271 Wohnhäuser an elf verschiedenen Wohnstätten:
1. Abdeckerei
2. Am Dornbrink
3. Ausbau bei Gumbin
4. Chausseehaus bei Neumühl
5. Hildebrandtshof
6. Lohmühle
7. Sankt Georg
8. Schützenheim
9. Stolp
10. Waldkater
11. Walkmühle

Im Jahr 1925 wurden in Stolp 41.605 Einwohner gezählt, die auf 10.921 Haushaltungen verteilt waren. Um 1935 hatte die Stadt Stolp unter anderem zehn Hotels, sieben Bankgeschäfte, mehrere Maschinenfabriken, verschiedene Textil- und Bekleidungsfabriken, elf Möbelfabriken, eine Parkettfußbodenfabrik, eine Waagenfabrik, eine Seifenfabrik, mehrere Lebensmittelfabriken, zwei Molkereien, zwei Mühlen und zwei Brauereien.
1938 wurde der Rundfunksender Stolp errichtet.

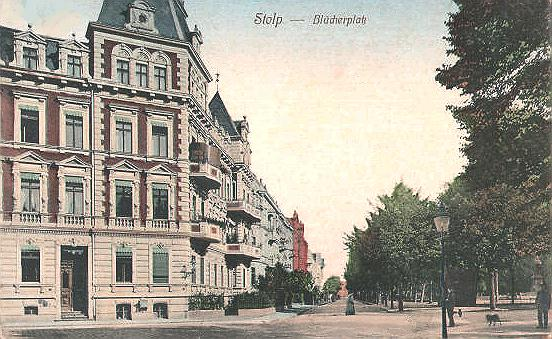
Blücherplatz um 1900

### Frauenstift
1288 wurde in Stolp ein Nonnenkloster der Prämonstratenser gegründet, das dem Abt des Klosters Belbuck unterstand. Nach der Reformation in Pommern zog Herzog Barnim II. 1669 die Güter des Frauenklosters ein und wies dafür den Klosterfrauen bestimmte Einkünfte zu. Dadurch konnte diese kirchliche Einrichtung als Frauenstift weiterbestehen.

### Parteien und Wahlen bis 1945

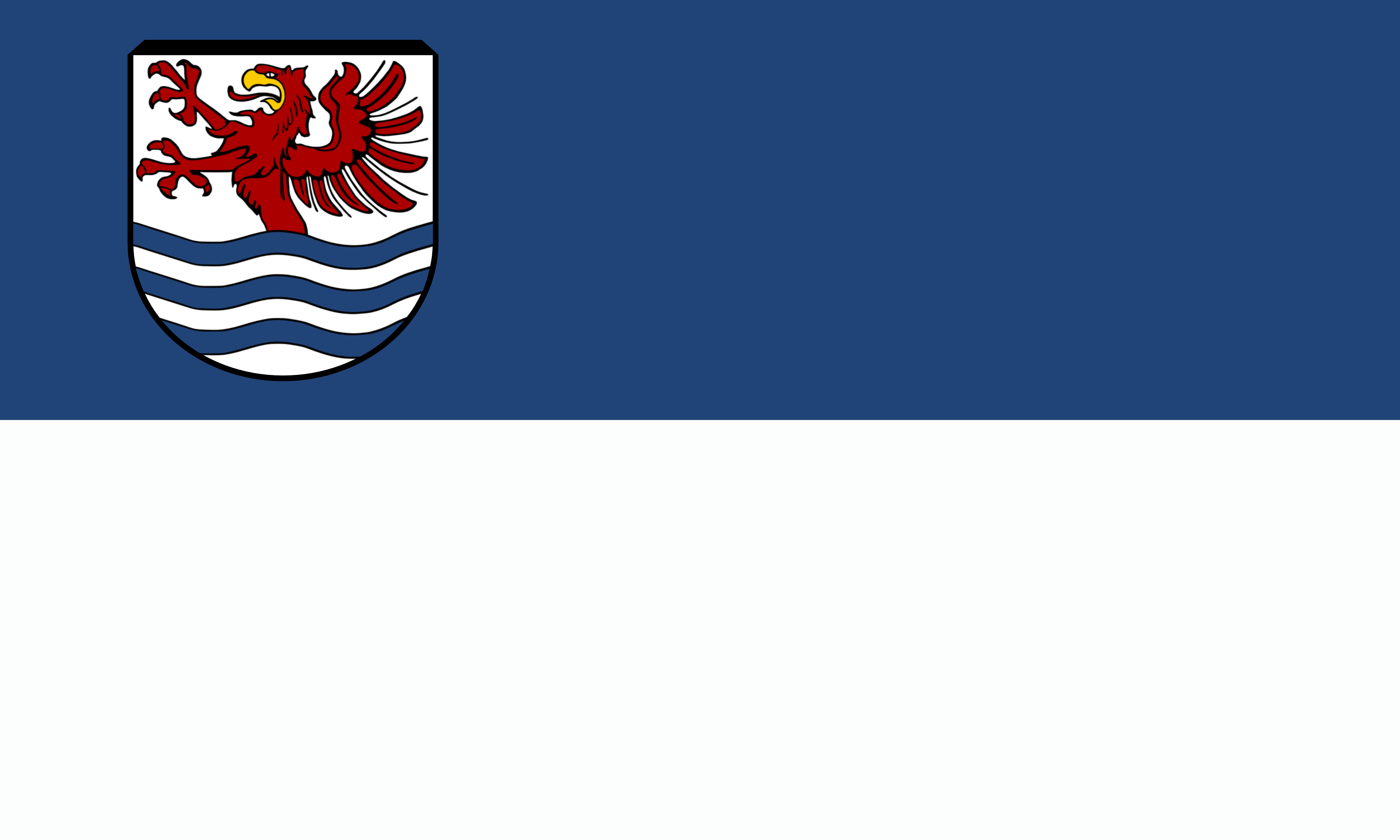
Flagge der Stadt Stolp

Politisch galt Stolp bis zum Ersten Weltkrieg als Hochburg der Liberalen. Die Fortschrittliche Volkspartei (FVP) errang bei der Reichstagswahl 1912 43,3 % der Wählerstimmen und die SPD 30,9 %. In der Weimarer Republik wandelte sich das Bild. Bei der Reichstagswahl 1924 gaben 44,3 % der Einwohner der Deutschnationalen Volkspartei (DNVP) ihre Stimme. Ein Grund hierfür war das Gefühl der Unsicherheit, das entstand, nachdem Stolp durch die Bestimmungen des Versailler Vertrages und die daraus resultierende Abtrennung des Polnischen Korridors plötzlich in einer Grenzregion lag – die neue polnische Grenze verlief nur etwa 50 km von der Stadt entfernt.
Das Stadtparlament von Stolp mit 37 Sitzen setzte sich vor der nationalsozialistischen Machtübernahme am 30. Januar 1933 wie folgt zusammen: 17 Bürgerliche Einheitsliste, 15 SPD, 2 NSDAP, 1 DDP, 2 sonstige. Bei der letzten freien Reichstagswahl am 6. November 1932 stimmten in Stolp für die NSDAP 36,1 %, für die SPD 24,4 %, die DNVP 23,0 % und die KPD 7,8 %.
Nach der Machtübernahme war eine freie Meinungsbildung nicht mehr gesichert. Dennoch konnte die NSDAP am 12. März 1933 mit 16 Sitzen nicht die Mehrheit im Stadtparlament erringen, die SPD und die Kampffront Schwarz-Weiß-Rot (KSWR) erlangten jeweils 10 Sitze. Auch bei der Reichstagswahl am 5. März 1933 erhielten die Nationalsozialisten keine Mehrheit der Stimmen aus Stolp; es wählten 49,5 % die NSDAP. Mit Einführung des preußischen Gemeindeverfassungsgesetzes vom 15. Dezember 1933 sowie der Deutschen Gemeindeordnung vom 30. Januar 1935 wurde zum 1. April 1935 das Führerprinzip auf Gemeindeebene durchgesetzt.
Im Reichsbahnausbesserungswerk Stolp befand sich ein Außenarbeitslager des KZ Stutthof.
In der Nacht vom 6. auf den 7. März 1945 ordneten die deutschen Behörden die völlige Räumung der Stadt an. Jedoch wurden die meisten Flüchtenden von den sowjetischen Truppen eingeholt.

### Vertreibung und die Zeit nach 1945

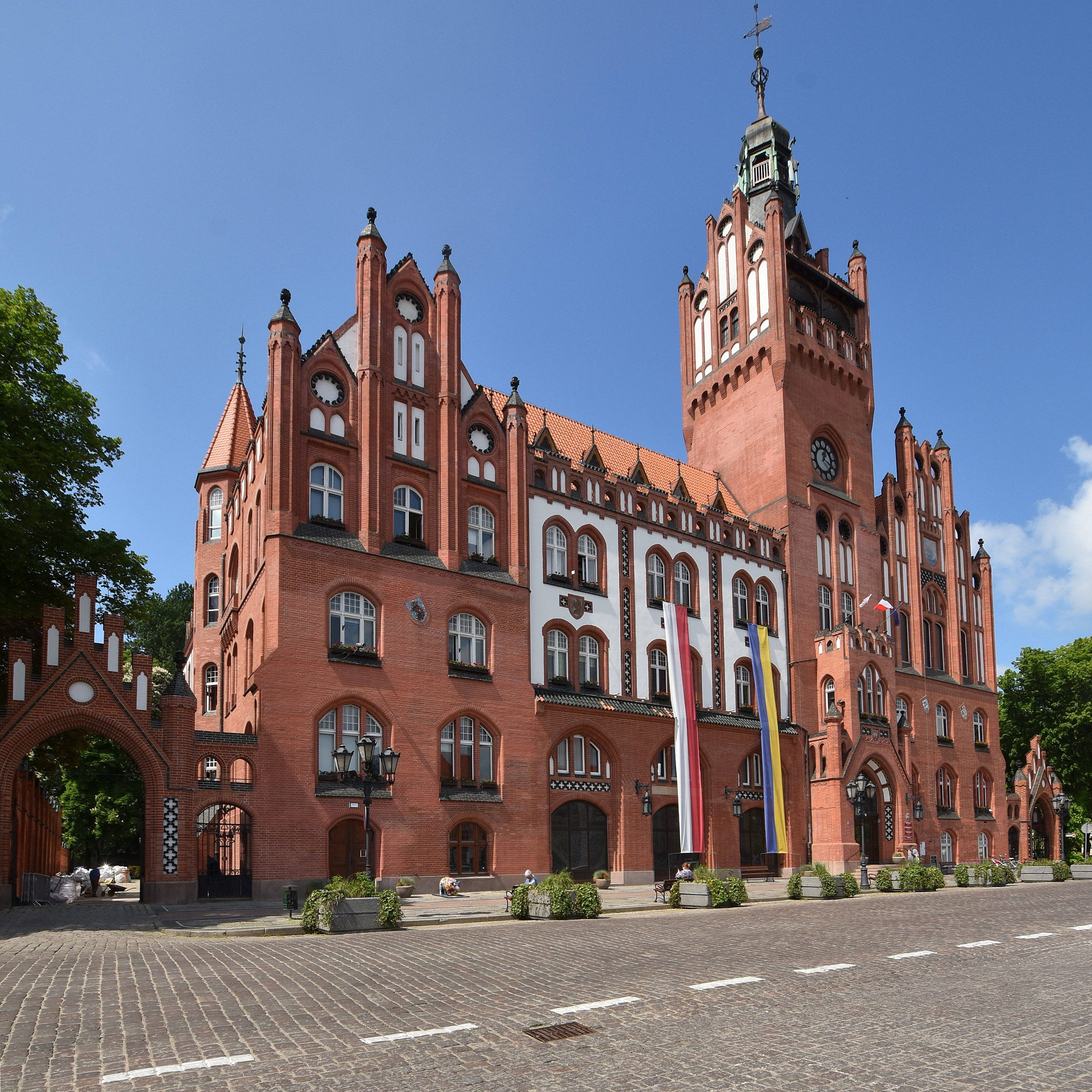
Rathaus

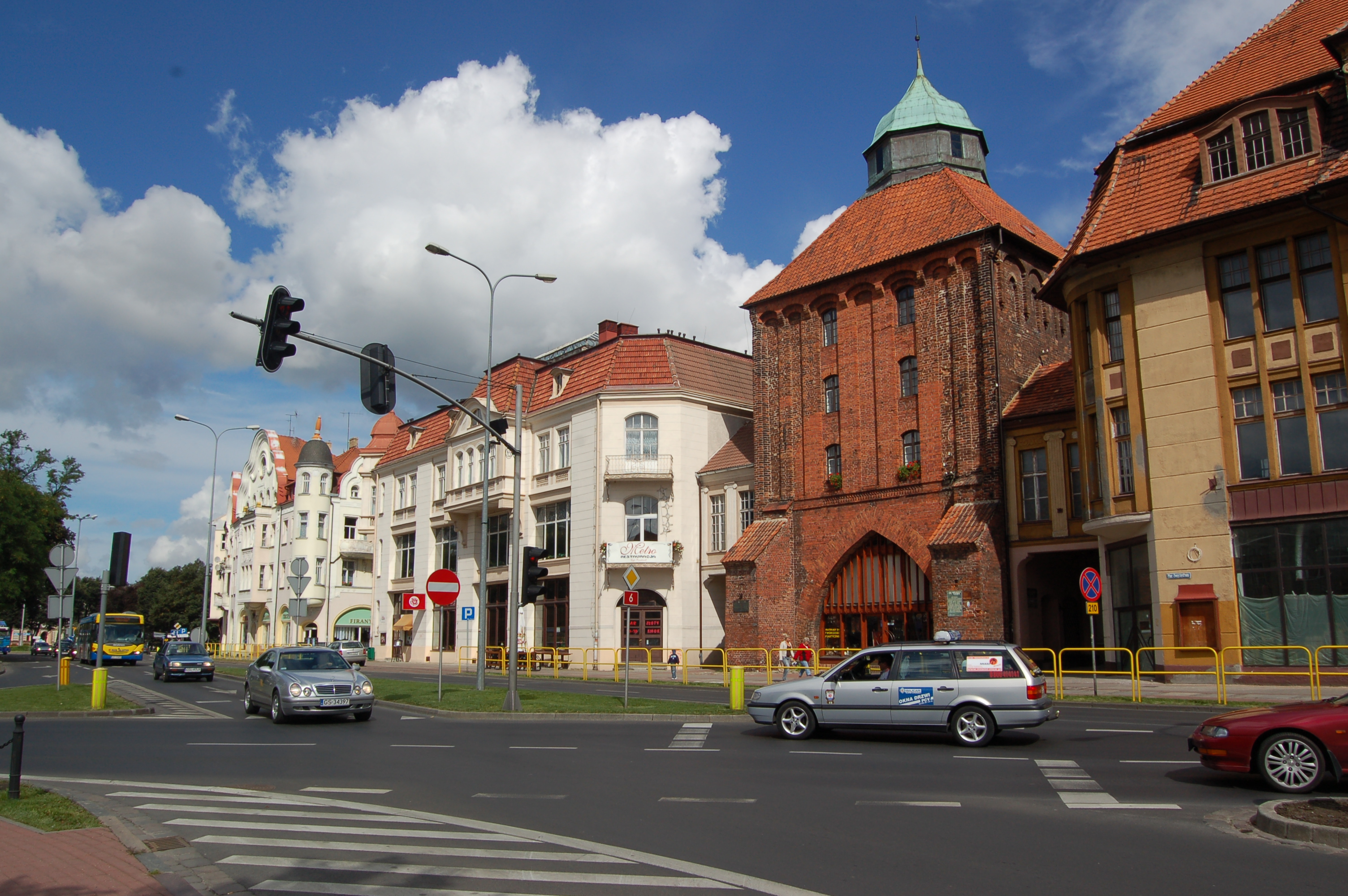
Am Neuen Tor

Panorama an der Schlossmühle, mit dem Turm des Herzogsschlosses im Hintergrund rechts

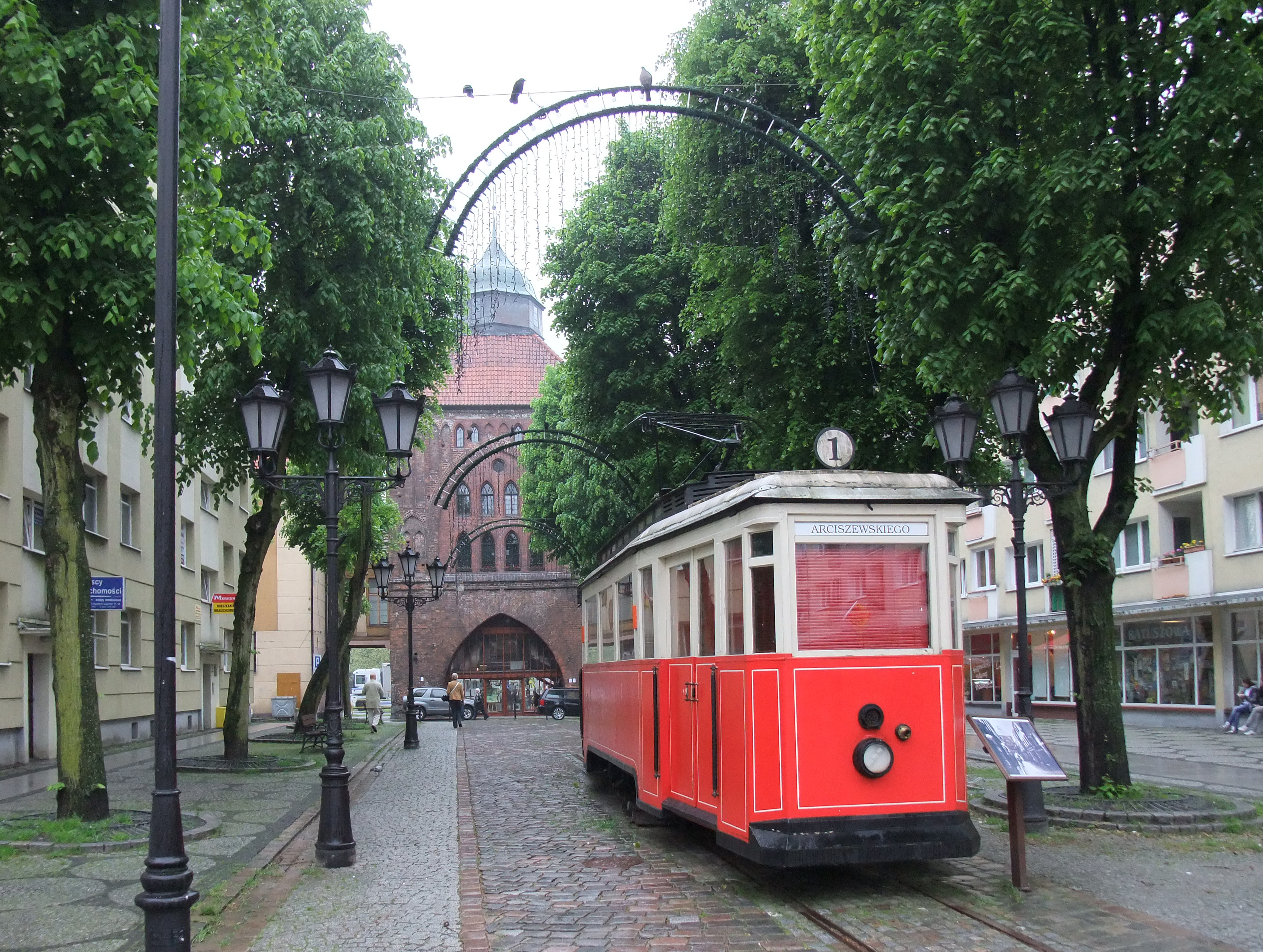
Historischer Straßenbahnwagen in Stolp

Am 8. März 1945 nahm die Rote Armee Stolp kampflos ein und brannte in der folgenden Nacht die Innenstadt nieder. Sie übergab die Stadt im April 1945 der Verwaltung der Volksrepublik Polen. Diese führte für Stolp den Ortsnamen Słupsk ein, vertrieb bis 1947 die eingesessenen Einwohner und besiedelte den Ort mit Polen. Ein Museum für die ehemaligen deutschen Bewohner befindet sich in Bonn-Auerberg.
Von 1945 bis 1950 gehörte Słupsk zur im März 1945 gebildeten Verwaltungsregion III („Pomorze Zachodnie“, Westpommern), die ab 1946 Woiwodschaft Stettin („Województwo szczecińskie“, 1945–1950) hieß, anschließend bis 1975 zur Woiwodschaft Koszalin. Während der Existenz der Woiwodschaft Słupsk zwischen 1975 und 1998 war es deren Hauptstadt. Seit 1998 gehört Słupsk zur neu gebildeten Woiwodschaft Pommern.

### Heutiger Zustand
Die Stadt ist heute ein industrielles Zentrum der Region; in der Stadt werden Landmaschinen, Schiffszubehör, Möbel, Süßwaren, Schuhe, Haushaltswaren und Kosmetik hergestellt. In der Peripherie entstanden große Einkaufszentren. Die Słupsker Sonderwirtschaftszone im Norden der Stadt bietet seit 1997 ansiedlungswilligen Firmen Steuervergünstigungen über einen Zeitraum von zehn Jahren. Słupsk beherbergt zudem viele Bildungseinrichtungen. Es gibt ein Lehrerkolleg, eine Marketing- und Managementhochschule, verschiedene Oberschulen und technische Fachschulen. Kulturell lockt Słupsk mit vielen historischen Gebäuden, dem Mittelpommerschen Museum, dem städtischen Orchester, einem Theater, einem Puppentheater, Galerien, Bibliotheken und Kinos. Wegen ihrer Nähe zur Ostsee und zum Seebad Ustka (Stolpmünde) ist die Stadt im Sommer auch ein Touristenzentrum. Seit 2000 befindet sich in der Nähe von Słupsk die Umspannstation der Hochspannungs-Gleichstrom-Übertragung Swepol. 2014 wurde die Stadt mit dem Europapreis für ihre herausragenden Bemühungen um den europäischen Einigungsgedanken ausgezeichnet.

### Demographie
| Jahr | Einwohner | Anmerkungen                                                                        |
| ---- | --------- | ---------------------------------------------------------------------------------- |
| 1600 | ca. 3800  | [ 15 ]                                                                             |
| 1650 | 03200     | [ 15 ]                                                                             |
| 1740 | 02599     | [ 31 ]                                                                             |
| 1782 | 03744     | davon 40 Juden.                                                                    |
| 1794 | 04335     | davon 39 Juden.                                                                    |
| 1812 | 05083     | davon 55 Katholiken und 63 Juden.                                                  |
| 1816 | 05236     | davon 58 Katholiken und 135 Juden.                                                 |
| 1831 | 06581     | davon 36 Katholiken und 239 Juden.                                                 |
| 1843 | 08540     | davon 58 Katholiken und 391 Juden.                                                 |
| 1852 | 10.714    | davon 50 Katholiken und 599 Juden.                                                 |
| 1861 | 12.691    | davon 45 Katholiken, 757 Juden, ein Mennonit und 46 Deutschkatholiken.             |
| 1875 | 18.328    | [ 32 ]                                                                             |
| 1880 | 21.591    | [ 32 ]                                                                             |
| 1885 | 22.442    | [ 32 ]                                                                             |
| 1890 | 23.862    | davon 669 Katholiken und 832 Juden                                                 |
| 1900 | 27.293    | davon 25.628 Evangelische und 769 Katholiken                                       |
| 1905 | 31.154    | mit der Garnison (ein Regiment Husaren Nr. 5), davon 951 Katholiken und 548 Juden. |
| 1910 | 33.762    | davon 31.728 Evangelische und 1100 Katholiken                                      |
| 1925 | 41.602    | davon 39.678 Evangelische, 1200 Katholiken, 18 sonstige Christen und 469 Juden     |
| 1933 | 45.299    | davon 43.220 Evangelische, 1275 Katholiken, drei sonstige Christen und 389 Juden   |
| 1939 | 48.060    | davon 44.628 Evangelische, 1460 Katholiken, 698 sonstige Christen und 209 Juden    |

## Stadtteile
- Nadrzecze
- Ryczewo (Ritzow)
- Śródmieście (Innenstadt)
- Słupska Specjalna Strefa Ekonomiczna (kurz SSSE, Sonderwirtschaftszone)
- Westerplatte
- Zatorze

## Religionen
Die Bevölkerung von Stolp war seit der Reformation bis Kriegsende 1945 mehrheitlich evangelisch. Am Anfang des 20. Jahrhunderts hatte Stolp vier evangelische Kirchen (darunter die Marienkirche mit hohem Turm und die im 13. Jahrhundert erbaute Johannis-Schlosskirche, ehemals Kirche eines Dominikanerklosters), eine katholische Kirche und eine Synagoge. Der Bestand an Kirchenbüchern reichte bis 1626 zurück.
Sämtliche Stolper Kirchen wurden 1945 von der polnischen Administration zugunsten der polnischen katholischen Kirche zwangsenteignet und vom polnischen katholischen Klerus neu geweiht‘.
Die seit 1945 und Vertreibung der einheimischen Stadtbewohner anwesende polnische Einwohnerschaft gehört größtenteils der römisch-katholischen polnischen Kirche an.

## Verkehr
Die Stadt liegt am Kreuzungspunkt der Landesstraße 6 (ehemals Reichsstraße 2, heute auch Europastraße 28) mit der Landesstraße 21 (ehemals Reichsstraße 125) sowie den Woiwodschaftsstraßen 210 und 213. Des Weiteren ist sie Bahnknotenpunkt der beiden Staatsbahnlinien 202 und 405 auf der Strecke von Stargard nach Danzig und der Strecke von Bahnstrecke Piła–Ustka (Schneidemühl – Stolpmünde).
Ein Straßenbahnnetz war zwischen 1910 und 1959 in Betrieb. Zwischen 1985 und 1999 verkehrten in der Stadt Oberleitungsbusse.
Im Ortsteil Redzikowo (Reitz) der Landgemeinde liegt der Flugplatz Słupsk-Redzikowo (ICAO-Code: EPSK).

## Sehenswürdigkeiten

### Bauwerke
Schloss:

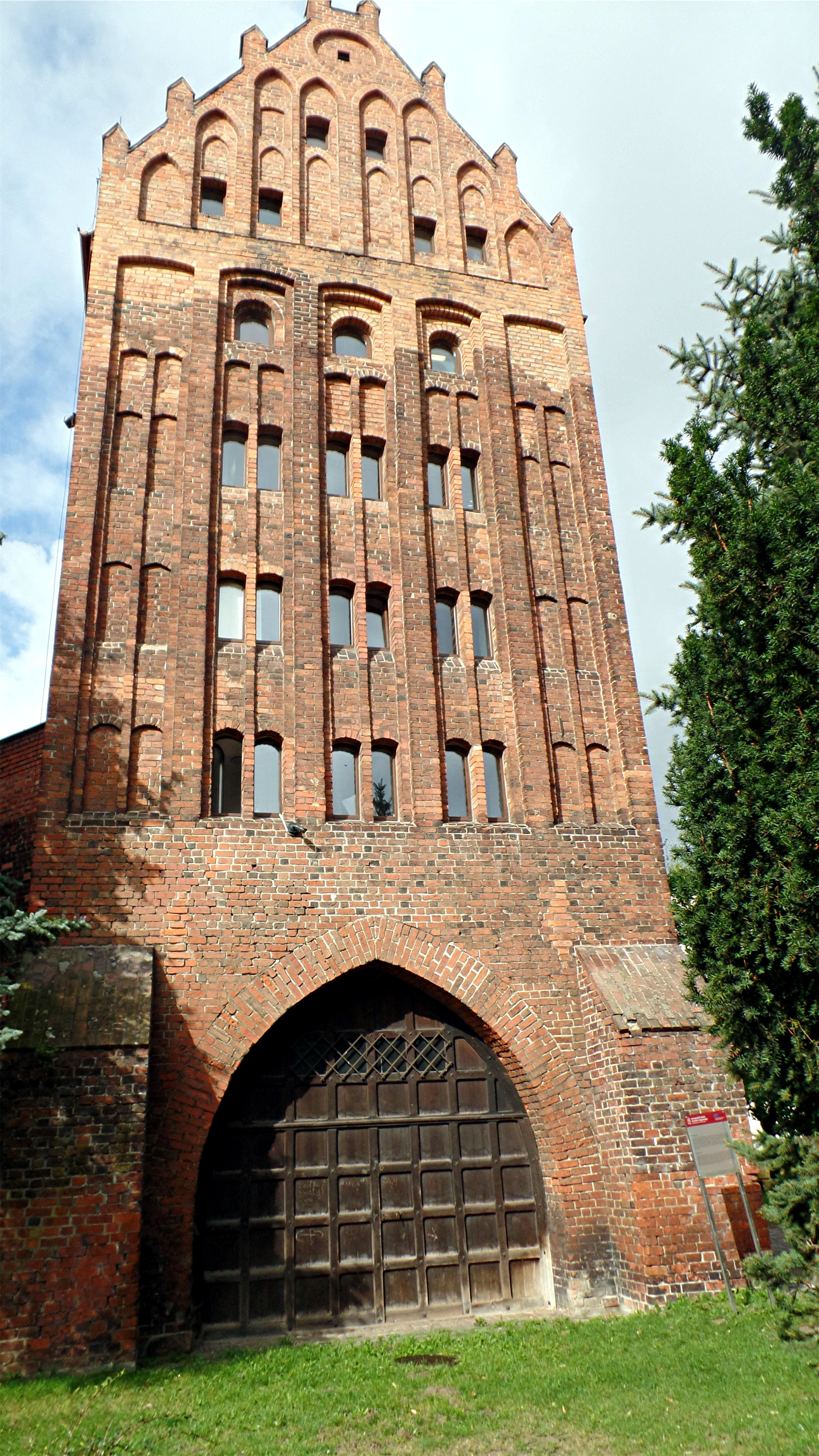
Mühlentor

Seitenansicht der ‚Hexenbastei‘ bei der Schlossmühle

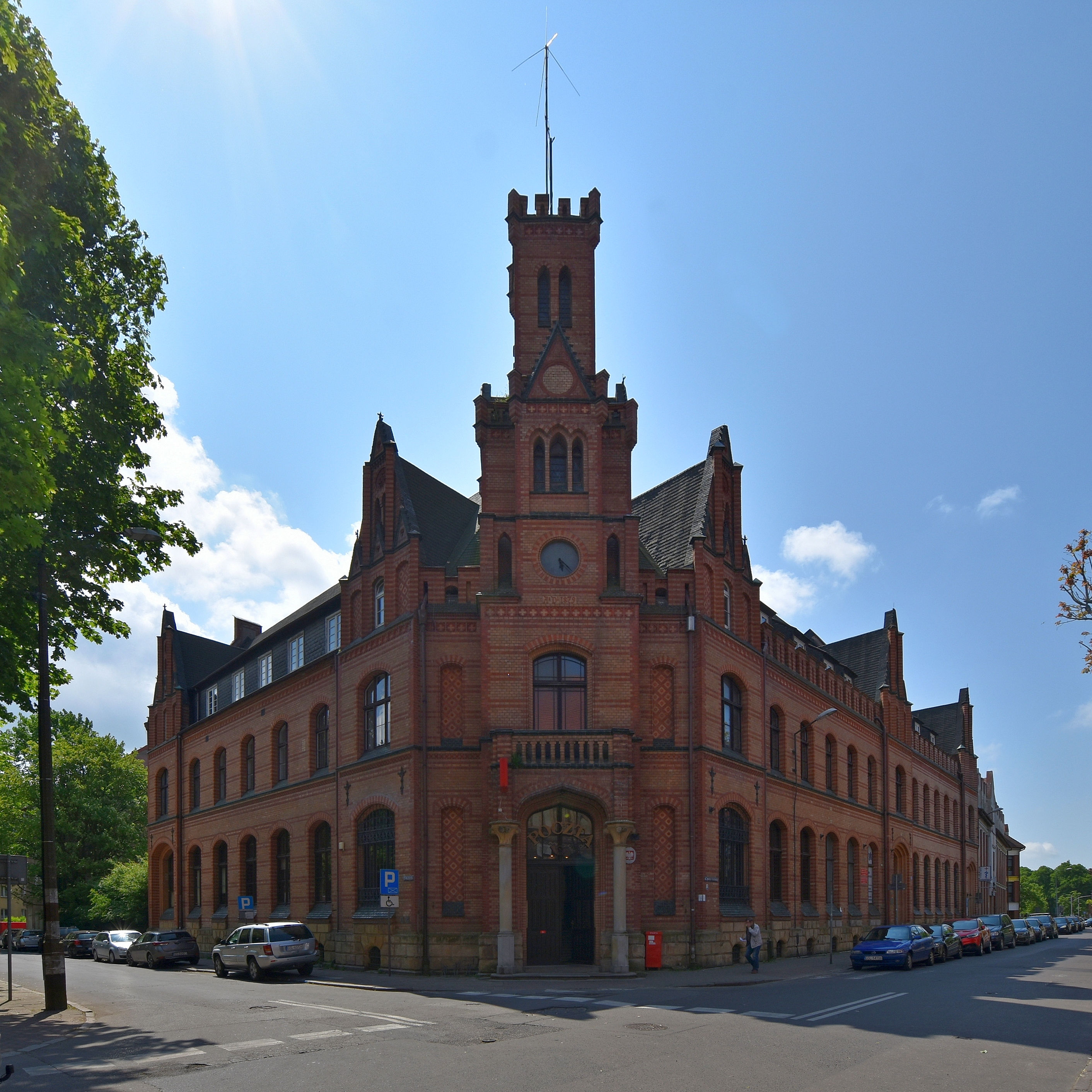
Postamt von 1878

Hotel von 1897, früher Zum Franziskaner, heute Hotel Piast

- Schloss Herzog Bogislaws X. aus dem Greifengeschlecht: Es wurde im Jahr 1507 errichtet, in den Jahren 1580–1587 im Renaissance-Stil umgebaut. Nachdem es 1821 durch einen Brand zerstört worden war, diente es lange Zeit als Getreidelager (bis 1945). Nach dem Zweiten Weltkrieg wurde es nach seinem Aussehen im 16. Jahrhundert restauriert. Es beherbergt heute u. a. das Mittelpommersche Museum mit den „Schätzen der Pommernherzöge“ im Erdgeschoss. Im 1. Stock befindet sich die Gemäldegalerie des 14. bis 18. Jahrhunderts und der ehemalige Rittersaal, der aber Veranstaltungen usw. vorbehalten ist.

Mittelalterliche Kirchen:
- Pfarrkirche St. Marien: Eine um die Wende des 14. Jahrhunderts errichtete große gotische Backsteinbasilika mit mächtigem Westturm, der stark geneigt und mit einem Barockhelm aus dem 18. Jahrhundert gekrönt ist. Von der Reformation bis 1945 evangelisch, seitdem katholisch.
- Die St.-Hyazinth-Kirche (Kościół Świętego Jacka), früher Johanneskirche oder Schlosskirche unmittelbarer nordwestlich des Herzogsschlosses. Sie beherbergt die Grabdenkmäler von Ernst Bogislaw von Croÿ († 1684), Neffe des letzten Herzogs von Pommern, und seiner Mutter Herzogin Anna von Croÿ († 1660).
- St.-Georgs-Kapelle: ein 1492 errichteter kleiner achteckiger spätgotischer Backsteinbau. Ursprünglich eine Spitalkapelle in der Hospitalstraße, nach einem Brand 1681 mit barocken Veränderungen wiederaufgebaut und 1912 an den neuen Standort versetzt.
- Nikolaikirche des Prämonstratenser-Klosters: Ein spätgotischer Backsteinbau aus dem 14. Jahrhundert, der zur Zeit Friedrichs des Großen zu einer Schule umgebaut wurde, vor 1945 Klosterschule genannt. Daher ist das Schiff heute in Etagen unterteilt. Ein Teil der Räumlichkeiten wird heute als evangelische Kirche genutzt.

Fachwerkbauten:
- Das „Herrenhaus“: Das Gebäude befindet sich an der Stelle des früheren herzoglichen Reitstalles. Es ist aus Fachwerk errichtet und ist an das Mühlentor angebaut. Jetzt beinhaltet es die Bibliothek, das Archiv und die Verwaltung der Museumsteile.
- Der „Richter-Speicher“: Dieser Speicher steht hinter dem Mühlentor und ist als Fachwerkbau errichtet. Das Dach ist ein Stufenwalmdach. Er wurde 1780 erbaut und beherbergt jetzt einen weiteren Teil des Museums.
- Schlossmühle: Die in der ersten Hälfte des 14. Jahrhunderts erbaute Schlossmühle, gehört zum Schlosskomplex. Sie ist ein teilverputztes Backsteingebäude, das lange Zeit erst dem 19. Jahrhundert zugerechnet wurde, infolge gravierende neuzeitlicher Veränderungen. Die freie nordöstliche Giebelseite ist als Fachwerk aufgeführt. Die Mühle wurde 1965–1968 umfassend rekonstruiert, dabei wurden die Bauteile des 14. Jahrhunderts entdeckt. Danach wurde hier eine Außenstelle des Museums eingerichtet, die die ethnographischen Ausstellungen beherbergt.

Stadtbefestigung:
- Die Stadttore: Das Neue Tor, schräg gegenüber dem Rathausvorplatz, ist ein um 1500 errichteter spätgotischer Backsteinbau. Die gewölbeartige Torunterführung wurde nach dem Zweiten Weltkrieg zu einem Ladenlokal ausgebaut. Das „Mühlentor“ im Schlossareal steht am Mühlenkanal und riegelte die Straße nach Danzig und Schmolsin ab. Es ist eines der ältesten Bauwerke der Stadt. Es wurde im Zweiten Weltkrieg teilweise beschädigt, aber wiederhergestellt. Seit 1980 befinden sich dort die Werkstätten der Konservatoren und Dokumentatoren der Museen.
- Hexenbastei: Ursprünglich ein von 1411 bis 1415 entstandenen Teil der mit der Stadtmauer verbundenen Wehranlage. Im 17. Jahrhundert wurde der Bau in ein Gefängnis für vermeintliche Hexen umgewandelt, das bis 1714 benutzt wurde. Der erste Hexenprozess fand in Stolp im Jahr 1651 statt. Archivalen Quellen zufolge wurden von den gefangengehaltenen Frauen insgesamt 18 Frauen hingerichtet (auf dem Scheiterhaufen verbrannt), darunter auch eine Hofdame der Fürstin Anna von Croy.[34] Im 19. Jahrhundert diente der Bau u. a. als Lager. Heute (2008) finden dort Kunstausstellungen statt.

19. und 20. Jahrhundert:
- Kreuzkirche: erbaut von 1857 bis 1859 in schlichten neugotischen Formen für die Gemeinde der Evangelisch-Lutherischen Kirche in Preußen, seit 1945 von der Evangelisch-Augsburgischen Kirche in Polen genutzt.
- Rathaus: Erbaut 1900 bis 1901 im neugotischen Backsteinstil, mit 59 m hohem Turm. Die Innenräume sind mit Bleiglasfenstern und Gemälden geschmückt. Im Festsaal befindet sich ein Glasgemälde mit den Wappen der pommerschen Adelsgeschlechter.
- Das Alte Postamt: Erbaut 1876–1879, ein neogotisches Backsteingebäude aus dem 19. Jahrhundert.
- Metzgerei-Ladenlokal: Mit sehr gut erhaltener Jugendstil-Innenarchitektur und gekachelten Innenwänden, in dem noch heute eine Metzgerei untergebracht ist.
- Großbürgerliche Bauten: In der Stadt sind einige repräsentative großbürgerliche Bauten der Wilhelminischen Zeit erhalten geblieben, wie etwa das Hotel Zum Franziskaner von 1897 – das heutige (2008) Hotel Piast.

### Denkmale
- Gedenktafel an der 1. Gemeindeschule zur Erinnerung an die Deportation der Juden, eingeweiht 2008. Die Inschrift lautet in deutscher und polnischer Sprache: „Zur Erinnerung an die Deportierung der Juden aus Stolp und dem östlichen Teil Pommerns im Juli 1942. Dieses Gebäude diente damals als Sammellager. Keiner der Transportteilnehmer kehrte zurück.“[35]
- Gedenkstätte für die in den Jahren 1945 bis 1947 umgekommenen deutschen Einwohner der Stadt und des Landkreises Stolp auf dem Alten Friedhof in Stolp, eingeweiht 50 Jahre nach der Vertreibung.

## Sport
In Słupsk ist die professionelle Basketballmannschaft Czarni Słupsk beheimatet, sie spielt in der höchsten polnischen Liga. Der bedeutendste städtische Fußballverein ist Gryf Słupsk. Bis 1945 waren unter anderem die deutschen Vereine SV Viktoria Stolp, SV Germania Stolp und SV Stern-Fortuna Stolp in der Stadt ansässig.

## Politik

### Stadtpräsident
An der Spitze der Stadtverwaltung steht der Stadtpräsident. Von 2014 bis 2018 war dies Robert Biedroń (damals Twój Ruch). Bei der turnusmäßigen Wahl im Oktober 2018 trat er nicht mehr an und unterstützte stattdessen die Kandidatur von Krystyna Danilecka-Wojewódzka, die zu seiner Nachfolgerin gewählt wurde. Sie trat 2024 mit ihrem eigenen Wahlkomitee „Słupsk verbindet uns“ an. Die Wahl turnusmäßige Wahl 2024 führte zu folgendem Ergebnis:
- Krystyna Danilecka-Wojewódzka (Wahlkomitee „Krystyna Danilecka-Wojewódzka – Słupsk verbindet uns“) 41,0 % der Stimmen
- Paweł Szewczyk (Koalicja Obywatelska) 20,4 % der Stimmen
- Adam Treder (Prawo i Sprawiedliwość) 19,5 % der Stimmen
- Adam Sędziński (Wahlkomitee „Słupsk gemeinsam“) 19,1 % der Stimmen

Im damit notwendigen zweiten Wahlgang wurde AmtsinhaberinDanilecka-Wojewódzka mit 62,8 % der Stimmen gegen den KO-Kandidaten Paweł Szewczyk wiedergewählt.
Die Wahl 2018 führte zu folgendem Ergebnis:
- Krystyna Danilecka-Wojewódzka (Wahlkomitee Krystyna Danilecka-Wojewódzka und Robert Biedroń) 53,2 % der Stimmen
- Anna Mrowińska (Prawo i Sprawiedliwość) 22,6 % der Stimmen
- Beata Chrzanowska (Koalicja Obywatelska) 17,5 % der Stimmen
- Mirosław Betkowski (Wahlkomitee „Bürgervereinigung Słupsk“) 4,7 % der Stimmen
- Rafal Kobus (Sojusz Lewicy Demokratycznej / Lewica Razem) 2,0 % der Stimmen

Damit wurde Danilecka-Wojewódzka bereits im ersten Wahlgang zur neuen Stadtpräsidentin gewählt.

### Stadtrat
Der Stadtrat umfasst 23 Mitglieder, die direkt gewählt werden. Die Wahl im Oktober 2018 führte zu folgendem Ergebnis:
- Koalicja Obywatelska (KO) 36,3 % der Stimmen, 9 Sitze
- Wahlkomitee „Krystyna Danilecka-Wojewódzka – Słupsk verbindet uns“ 25,1 % der Stimmen, 6 Sitze
- Prawo i Sprawiedliwość (PiS) 24,9 % der Stimmen, 6 Sitze
- Wahlkomitee „Słupsk gemeinsam“ 13,7 % der Stimmen, 2 Sitz

Die Wahl im Oktober 2018 führte zu folgendem Ergebnis:
- Wahlkomitee Krystyna Danilecka-Wojewódzka und Robert Biedroń 34,1 % der Stimmen, 9 Sitze
- Prawo i Sprawiedliwość (PiS) 26,4 % der Stimmen, 7 Sitze
- Koalicja Obywatelska (KO) 25,7 % der Stimmen, 7 Sitze
- Wahlkomitee „Bürgervereinigung Słupsk“ 7,8 % der Stimmen, kein Sitz
- Sojusz Lewicy Demokratycznej (SLD) / Lewica Razem (Razem) 5,3 % der Stimmen, kein Sitz
- Übrige 0,8 % der Stimmen, kein Sitz

### Städtepartnerschaften
- Archangelsk, Russland, seit 29. Juni 1989
- Bari, Italien, seit 22. Juli 1989
- Buchara, Usbekistan, seit 8. April 1994
- Carlisle, Vereinigtes Königreich, seit 3. April 1987
- Cartaxo, Portugal, seit 25. September 2007
- Flensburg, Deutschland, seit 1. Juni 1988
- Fredrikstad, Norwegen, seit 11. Oktober 2012
- Hrodna, Belarus, seit 30. Juli 2010
- Ustka, Polen, seit 13. Juli 2007
- Vantaa, Finnland, seit 8. Juni 1987
- Vordingborg, Dänemark, seit 13. Mai 1994

## Persönlichkeiten

### Ehrenbürger
- Carl Schrader sen., Buchhändler und Stadtrat, sorgte für die Schaffung von Grünanlagen[40]
- Ignacy Jeż (1914–2007), polnischer römisch-katholischer Theologe, Bischof von Köslin
- Isabel Sellheim (1929–2018), deutsche Heimatforscherin
- Tadeusz Werno (1931–2022), polnischer römisch-katholischer Theologe, Weihbischof in Kolberg

### Söhne und Töchter der Stadt
- Siegfried Bock († 1446), deutscher römisch-katholischer Theologe, Bischof von Cammin, Kanzler König Erichs von Dänemark, Norwegen und Schweden
- Henning Iven († 1468), deutscher römisch-katholischer Theologe, Bischof von Cammin
- Johannes Block (zwischen 1470 und 1480–1544), deutscher evangelischer Prediger
- Bartholomäus Suawe (1494–1566), deutscher evangelischer Theologe und Bischof, Reformator
- Petrus Suawe (1496–1552), dänischer Diplomat
- David Crolle († 1604), deutscher evangelischer Theologe, Superintendent in Stolp
- Michael Brüggemann (1583–1654), deutscher evangelischer Theologe, Hofprediger der Fürstin Anna von Croy in Schmolsin
- Matthias Palbitzki (1623–1677), schwedischer Diplomat
- Michael Watson (1623–1665), deutscher Polyhistoriker und Hochschullehrer
- Andreas Stech (1635–1697), deutscher Barockmaler
- Daniel Friedrich Hindersin (1704–1780), Bürgermeister von Königsberg
- Alexander Dietrich von Puttkamer (1712–1771), Landrat des Kreises Stolp
- Samuel Mursinna (1717–1795), deutscher evangelisch-reformierter Theologe
- Daniel Heinrich Hering (1722–1807), deutscher reformierter Theologe
- Carl Wilhelm von Hülsen (1734–1810), preußischer Capitain und Landrat
- Thomas Heinrich Gadebusch (1736–1804), deutscher Staatsrechtler und Historiker
- Christian Ludwig Mursinna (1744–1823), deutscher Militärarzt
- Konrad Gottlieb Ribbeck (1759–1826), deutscher evangelischer Theologe, seit 1779 Lehrer an der Preußischen Kadettenanstalt in Stolp
- Johann von Massow (1761–1805), preußischer Landrat des Kreises Rummelsburg
- Johann Friedrich Heller (1786–1849), deutschbaltischer evangelischer Geistlicher, Propst des Werroschen Sprengels in Livland
- Hans von Sydow (1790–1853), preußischer Generalmajor und Kommandeur des Garde-Kürassier-Regiments
- Ferdinand von Doering (1792–1877), preußischer Generalmajor und Vorstand der Bekleidungsabteilung im Kriegsministerium
- Eduard von Bonin (1793–1865), preußischer General und Kriegsminister
- Hermann Waldow (1800–1885), deutscher Pharmazeut, Naturwissenschaftler und Dichter
- Konstantin von Puttkamer (1807–1899), preußischer Generalmajor, zuletzt Kommandeur des 35. Infanterie-Regiments
- Theodor von Kleist (1815–1886), preußischer Rittergutsbesitzer und Politiker, MdH
- Karl von Zglinitzki (1815–1883), preußischer Generalleutnant und Kommandeur der 4. Infanterie-Brigade
- Wilhelm Marschall von Sulicki (1820–1883), preußischer Generalmajor und Kommandeur der 27. Infanterie-Brigade
- Hermann von Bychelberg (1823–1908), preußischer General der Artillerie und Inspekteur der 3. Feldartillerie-Inspektion
- Ewald Christian Leopold von Kleist (1824–1910), preußischer General der Infanterie und Kommandierender General des I. Armee-Korps
- Otto Helm (1826–1902), deutscher Forscher
- Otto von Kameke (1826–1899), deutscher Maler, Mitglied der Preußischen Akademie der Künste
- Heinrich von Stephan (1831–1897), Generalpostdirektor des Deutschen Reichs
- Berthold Suhle (1837–1904), deutscher Altphilologe und Schachspieler
- Gustav von Glasenapp (1840–1892), preußischer Offizier und Militärschriftsteller
- Ewald Fritsch (1841–1897), Mitgründer der Großeinkaufs-Gesellschaft Deutscher Consumvereine (GEG)
- Albert Fauck (1842–1919), deutscher Altmeister der Tiefbohrtechnik
- Wilhelm Dames (1843–1898), deutscher Paläontologe und Geologe, Hochschullehrer in Berlin
- Edmund Waldow (1844–1921), deutscher Architekt
- Hanno von Dassel (1850–1918), deutscher General
- Eduard Engel (1851–1938), deutscher Sprach- und Literaturwissenschaftler
- Hans von Boehn (1853–1931), preußischer General der Kavallerie
- Gustav Kauffmann (1854–1902), Reichstagsabgeordneter und Berliner Bürgermeister
- Alfred Zillmann (1854–1940), preußischer Generalleutnant
- Otto Liman von Sanders (1855–1929), deutscher General und Marschall des Osmanischen Reiches
- Georg von der Marwitz (1856–1929), deutscher General, im Ersten Weltkrieg Befehlshaber der 2. Armee
- Paul Geisler (1856–1919), deutscher Komponist
- Edmund Edel (1863–1934), deutscher Karikaturist, Illustrator, Schriftsteller und Filmregisseur
- Wilhelm Heinrichsdorff (1864–1936), deutscher Maler und Zeichner, Gymnasial- und Hochschullehrer
- Hedwig Lachmann (1865–1918), deutsche Schriftstellerin
- Paul Gerhard von Puttkamer (1866–1941), deutscher Offizier und Theaterintendant
- Hans Schrader (1869–1948), deutscher Klassischer Archäologe
- Gertrud Arnold (1871–1931), deutsche Schauspielerin
- Paul Fuhrmann (1872–1942), deutscher Rittergutsbesitzer und Reichstagsabgeordneter
- Paul Ritter (1872–1954), deutscher Historiker, Mitarbeiter der Leibniz-Ausgabe der Preußischen Akademie der Wissenschaften
- Siegfried Bumke (1872–1960), deutscher Richter und Politiker (DNVP)
- Erwin Bumke (1874–1945), deutscher Jurist, Präsident des Reichsgerichts
- Oswald Bumke (1877–1950), deutscher Psychiater und Neurologe
- Arthur Blaustein (1878–1942), Jurist, Nationalökonom und Hochschullehrer
- Otto Freundlich (1878–1943), deutscher Bildhauer und Maler
- Arthur Blaustein (1878–1942), deutscher Jurist, Nationalökonom und Hochschullehrer
- Walter Lichel (1885–1969), deutscher Offizier, zuletzt General der Infanterie im Zweiten Weltkrieg
- Hermann Wilke (1885–1954), deutscher Politiker (SPD) und Gewerkschaftsfunktionär
- Albert Callam (1887–1956), deutscher Parteifunktionär (KPD) und Verlagsleiter
- Max Jessner (1887–1978), deutscher Dermatologe
- Fritz Jessner (1889–1946), deutsch-amerikanischer Theaterdirektor und Regisseur
- Wienand Kaasch (1890–1945), deutscher Politiker (KPD)
- Charlotte Ollendorff (1894–1943), deutsche Althistorikerin
- Kurt Tuchler (1894–1978), deutscher Richter und Zionist, 1936 nach Tel Aviv emigriert
- Ernes Merck (1898–1927), deutsche Rennfahrerin
- Konrad Arndt (1899–1940), deutscher Gewerkschaftsfunktionär und Widerstandskämpfer
- Kurt Behnke (1899–1964), deutscher Jurist, Vertreter der Obersten Dienststrafbehörde beim Reichsdienststrafhof, später Präsident des Bundesdisziplinarhofes
- Eberhard Preußner (1899–1964), deutscher Musikpädagoge
- Hans Bartel (1901–1979), deutscher Flottillenadmiral und Kommandeur des Schiffsmaschinenkommandos
- Wilhelm Fließbach (1901–1971), deutscher Jurist, Bürgermeister der Stadt Zoppot, später Richter am Bundesfinanzhof
- Jürgen Wegener (1901–1984), deutscher Maler
- Siegfried Gliewe (1902–1982), deutscher Schriftsteller, veröffentlichte Beiträge zur pommerschen Heimatkunde
- Johannes Hannemann (1902–nach 1945), Komponist und Cellist
- Harald Laeuen (1902–1980), deutscher Journalist und Autor
- Flockina von Platen (1903–1984), deutsche Schauspielerin
- Paul Mattick (1904–1981), deutscher Rätekommunist und politischer Schriftsteller
- Fritz Pleines (1906–1934), deutscher SS-Mann und KZ-Kommandant, im „Röhm-Putsch“ getötet
- Werner Ventzki (1906–2004), deutscher Politiker (NSDAP) und Regierungsbeamter
- Helene Blum-Gliewe (1907–1992), Bühnenbildnerin und Architekturmalerin
- Walter Schüler (1908–1992), deutscher Galerist
- Annemarie Korff (1909–1976), deutsche Schauspielerin
- Ferdinand Schmidt (1909–1981), deutscher Apotheker, Autor, und Begründer einer pharmazeutisch-historischen Bibliothek
- Walter Koste (1912–2007), deutscher Lehrer, Zoologe und Hydrobiologe
- Angelika Sievers (1912–2007), deutsche Geographin, Professorin an der Pädagogischen Hochschule Vechta
- Heinz Theuerjahr (1913–1991), deutscher Bildhauer, Maler und Graphiker
- Heinz Rennhack (1913–????), deutscher Fußballspieler
- Günter Glende (1918–2004), deutscher Politiker (SED), Leiter der Abteilung Verwaltung der Wirtschaftsbetriebe des ZK der SED
- Cordula Bölling-Moritz (1919–1995), deutsche Journalistin und Autorin
- Lothar Domröse (1920–2014), deutscher Offizier
- Kurt Semprich (1920–1999), deutscher Politiker (SPD)
- Gertrud Wehl (1920–2015), deutsche christliche Missionarin
- Gertraut Last (1921–1992), deutsche Schauspielerin, Leiterin des Künstlerischen Betriebsbüros des Deutschen Theaters in Berlin
- Johannes Hildisch (1922–2001), deutscher Ingenieur, Architekt und Numismatiker
- Dieter von Glahn (1923–1997), Politiker, Führer des Bunds Deutscher Jugend
- Rudi Tonn (1923–2004), deutscher Kommunalpolitiker (SPD), Bürgermeister von Hürth
- Hannes Kirk (1924–2010), deutscher Fußballspieler und Fußballtrainer
- Heinz Radzikowski (1925–2017), deutscher ehemaliger Feldhockeyspieler
- Johannes Geiss (1926–2020), deutscher Physiker, Co-Direktor am International Space Science Institute in Bern
- Roswitha Wisniewski (1926–2017), deutsche Literaturwissenschaftlerin und Politikerin (CDU)
- Dietrich Schwarzkopf (1927–2020), deutscher Journalist, Medienpolitiker, Hochschullehrer und Autor
- Dieter Unruh (1927–2003), deutscher Schauspieler, Regisseur, Intendant und Hörspielsprecher
- Heinrich Gemkow (1928–2017), deutscher Historiker, Vizepräsident des Kulturbundes der DDR von 1968 bis 1990
- Wolf Gerlach (1928–2012), deutscher Filmarchitekt für Werbefilme, Erfinder der Mainzelmännchen
- Hans-Georg Lietz (1928–1988), deutscher Schriftsteller
- Odo Marquard (1928–2015), deutscher Philosoph
- Christian Meier (* 1929), deutscher Historiker
- Jürgen von Woyski (1929–2000), deutscher Bildhauer und Maler
- Friedrich Albrecht (1930–2020), deutscher Literaturwissenschaftler, Essayist und Herausgeber
- Barbara Koerppen (1930–2023), deutsche Violinistin
- Rebecca Lutter (1930–2014), deutsche Autorin und Lyrikerin
- Siegfried Mrotzek (1930–2000), deutscher Schriftsteller und Übersetzer
- Karl-Heinz Pagel (1930–1994), deutscher Lokalhistoriker des Landkreises Stolp
- Joachim Schwarz (1930–1998), deutscher Diakon, Komponist, Kantor und Kirchenmusikdirektor
- Edgar Wisniewski (1930–2007), deutscher Architekt
- Wolf-Rüdiger von Bismarck (1931–2022), deutscher Verwaltungsjurist, ehemaliger Landrat des Kreises Plön
- Karlheinz Hellwig (1931–2011), deutscher Anglist, Didaktiker und Hochschullehrer
- Klaus von Woyski (1931–2017), deutscher Maler, Grafiker und Restaurator
- Dieter Wall (1932–2010), Wirtschaftswissenschaftler, Entwickler wissenschaftlicher Datenverarbeitung
- Friedrich de Boor (1933–2020), deutscher Kirchenhistoriker
- Eitelfriedrich Thom (1933–1993), deutscher Dirigent und Musikwissenschaftler
- Wolfgang Rödelberger (1934–2010), deutscher Musikproduzent, Komponist, Musiker und Arrangeur
- Ilse Bastubbe (1935–2010), deutsche Schauspielerin, Synchronsprecherin und Regieassistentin
- Bazon Brock (* 1936), deutscher Professor für Ästhetik und Kunstvermittlung
- Carl de Boor (* 1937), deutsch-amerikanischer Mathematiker, Professor für Mathematik und Informatik der University of Wisconsin-Madison
- Gerd Aberle (* 1938), deutscher Wirtschafts- und Verkehrswissenschaftler
- Wolfgang Schneider (1938–2003), deutscher Historiker und Gewichtheber
- Wilhelm von Sternburg (* 1939), deutscher Journalist
- Monika-Maria Dotzer (* 1940), deutsche bildende Künstlerin
- Harry Klugmann (1940–2023), deutscher Vielseitigkeitsreiter
- Siegfried Loch (* 1940), deutscher Schallplattenmanager
- Volker Stolle (* 1940), deutscher lutherischer Theologe und Professor an der Lutherischen Theologischen Hochschule Oberursel
- Jörg Hennig (* 1941), deutscher Germanist, Professor für Journalistik an der Universität Hamburg
- Hans-Günther Schramm (* 1941), deutscher Politiker (Bündnis 90/Die Grünen), ehemaliger Abgeordneter des Bayerischen Landtags
- Dieter Stöckmann (* 1941), deutscher General, zuletzt stellvertretender Supreme Allied Commander Europe
- Jörg Schmeisser (1942–2012), deutscher Künstler
- Peter-Christian Witt (1943–2022), deutscher Historiker
- Joachim Holtz (* 1943), deutscher Journalist und Auslandskorrespondent
- Christian Voigt (* 1943), deutscher ehemaliger Hürdenläufer
- Ulrich Beck (1944–2015), deutscher Soziologe
- Wolfgang Opitz (1944–2023), deutscher Maler und Grafiker
- Heinrich Ekkehard Wolff (* 1944), deutscher Afrikanist und Hochschullehrer
- Wolfgang Gaul (* 1945), deutscher Wirtschaftswissenschaftler, Hochschullehrer
- Mirosław Justek (1948–1998), polnischer Fußballspieler
- Danuta Olejniczak (* 1952), polnische Politikerin (PO) und Abgeordnete des Sejm
- Grażyna Auguścik (* 1955), Sängerin
- Leszek Kułakowski (* 1955), Jazzmusiker
- Bogusława Olechnowicz (* 1962), Judoka
- Przemysław Gosiewski (1964–2010), polnischer Politiker (PiS) und Opfer des Flugabsturzes bei Smolensk
- Tom Malinowski (* 1965), polnisch-amerikanischer Diplomat und Politiker
- Tomasz Iwan (* 1971), polnischer ehemaliger Fußballspieler
- Monika Wolting (* 1972), polnische Literaturwissenschaftlerin und Hochschullehrerin
- Magdalena Adamowicz (* 1973), polnische Hochschullehrerin und Europapolitikerin
- Paweł Kryszałowicz (* 1974), polnischer Fußballnationalspieler
- Milena Rosner (* 1980), polnische Volleyballnationalspielerin
- Kamila Augustyn (* 1982), polnische Badmintonspielerin
- Miłosz Bernatajtys (* 1982), polnischer Ruderer
- Marek Fis (* 1984), polnischer Komödiant
- Magdalena Lamparska (* 1988), polnische Schauspielerin
- Sarsa (* 1989), polnische Sängerin
- Marcelina Witek (* 1995), polnische Speerwerferin

### Sonstige Persönlichkeiten
- Joachim von Podewils, Landvogt zu Stolp bis 1530 und fürstlicher Landrat (Vater des Felix von Podewils auf Demmin und Krangen)[41]
- Erdmuthe von Brandenburg (1561–1623), lebte seit 1600 als Witwe auf dem Stolper Schloss (seit 1608 Zweitwohnsitz im Schloss Schmolsin)
- Georg Daniel Coschwitz (Apotheker) (1644–1694), Mediziner, Landphysikus der Kreise Stolp, Schlawe und Rummelsburg sowie Leibarzt des Herzogs von Croy
- Johann Heinrich Sprögel (1644–1722), deutscher evangelisch-lutherischer Geistlicher, war ab 1705 Propst und Pastor an der St.-Marien-Kirche in Stolp
- Barthold Holtzfus (1659–1717), Philosoph und evangelischer Theologe, war 1686–1696 Hofprediger in Stolp
- Ernst Bogislav von Kameke (1674–1726), Beamter, wurde 1707 Amtshauptmann von Stolp und Schmolsin
- Georg Daniel Coschwitz jun. (1679–1729), Mediziner und Apotheker, wurde in Stolp erzogen
- Christian Schiffert (1689–1765), Schulmann, war seit 1717 Konrektor und seit 1722 Rektor an der Lateinschule von Stolp
- Franz Albert Schultz (1692–1763), evangelischer Theologe, war 1729–1731 Propst in Stolp
- Johann von Buddenbrock (1707–1781), Militär, unter seiner Leitung entstand die Preußische Kadettenanstalt von Stolp
- Wilhelm Sebastian von Belling (1719–1779), Husarengeneral in der Garnison Stolp, Reitergeneral Friedrichs des Großen
- Christian Wilhelm Haken (1723–1791), ab 1771 Pfarrer an der Marienkirche, schrieb über die Geschichte Pommerns
- Johann Cunde, Schulmann, besuchte in seiner frühen Jugend die Lateinschule in Stolp
- Christian Friedrich Wutstrack (* ca. 1764), Lehrer an der Stolper Kadettenanstalt, Topograph und Schriftsteller
- Karl Christian von Brockhausen (1767–1829), besuchte Kadettenschule in Stolp, Diplomat
- Friedrich Schleiermacher (1768–1834), evangelischer Theologe, amtierte 1802–1804 als Hofprediger in Stolp
- Leopold Friedrich von Kleist (1780–1837), ab 1811 Postmeister in Stolp, Bruder Heinrich von Kleists
- Karl Friedrich von Steinmetz (1796–1877), Militär, wurde in den Kadettenanstalten von Kulm, Stolp und Berlin erzogen
- Reinhard Moritz Horstig (1814–1865), deutscher Philologe und Gymnasiallehrer, wirkte ab 1847 in Stolp
- Theodor Kock (1820–1901), Klassischer Philologe, war Gymnasialdirektor in Stolp
- Adolf Brieger (1832–1912), Pädagoge und Schriftsteller, 1860–1863 Lehrer am Stolper Gymnasium
- Friedrich Gravenhorst (1835–1915), Straßenbautechniker, arbeitete vorübergehend bei der Grundsteuerregulierung in Köslin und Stolp
- Joseph Scheurenberg (1846–1914), Kunstmaler, malte Fresken im Rathaus von Stolp
- Hans Hoffmann (1848–1909), Schriftsteller, war Lehrer am Stolper Gymnasium
- Fritz Siemens (1849–1935), Psychiater und Hochschullehrer, verstarb in Stolp
- August von Mackensen (1849–1945), preußischer Generalfeldmarschall, war seit 1936 Chef des Kavallerie-Regiments Nr. 5 der Stolper Garnison
- Nikolaus von Rauch (1851–1904), preußischer Oberst und Kommandeur des seit 1901 in Stolp stationierten Husaren-Regiments „Fürst Blücher von Wahlstatt“ (Pommersches) Nr. 5
- Carl Alexander Raida (1852–1923), Komponist, seit 1874 Theaterkapellmeister in Stolp
- Max Gabriel (1861–1942), Komponist und Kapellmeister
- Ernst Baeker (1866–1944), deutscher Komponist, lebte nach dem Ersten Weltkrieg in Stolp
- Karl Dunkmann (1868–1932), evangelischer Theologe, Soziologe, war 1894–1905 Pfarrer in Stolp
- Edwin Renatus Hasenjaeger (1888–1972), Oberbürgermeister von Stolp von 1925 bis 1933
- George Grosz (1893–1959), Maler, Graphiker und Schriftsteller, wuchs in Stolp und Berlin auf
- Erich Weidner (1898–1973), war 1928–1931 Spielleiter und Dramaturg an den Stadttheatern von Stolp und Danzig
- Erich Mix (1898–1971), deutscher Politiker (NSDAP, FDP), 2. Bürgermeister von Stolp von 1931 bis 1933
- Richard Langeheine (1900–1995), Jurist, Politiker, war Oberbürgermeister von Stolp
- Robert Biedroń (* 1976), seit der Wahl am 30. November 2014 Bürgermeister von Słupsk, Bürgerrechtler und von 2011 bis 2014 Abgeordneter des Sejm[42]

## Landgemeinde Słupsk
Bis Ende 2023 hieß die Landgemeinde Redzikowo, die Słupsk an drei Seiten umgibt, Landgemeinde Słupsk.